# Chuột chũi châu Âu
Chuột chũi châu Âu (danh pháp hai phần:Talpa europaea) là một loài động vật có vú trong họ Talpidae, bộ Soricomorpha. Loài này được Linnaeus mô tả năm 1758.
Loài này sinh sống ở trong một hệ thống hang ngầm dưới đất mà nó thường xuyên mở rộng. Nó dùng các hang này để săn con mồi. Trong các điều kiện bình thường chúng đùn đất đào lên trên mặt đất tạo nên các mô đất. Chúng ăn tạp, ăn bất cứ thứ gì gặp trên đường từ con trùng,bò sát, động vật nhỏ khác (giun, dế đến rắn rết thậm chí chim chuột..). Nước bọt của nó có chứa chất độc làm tê liệt con giun đất.
Nó có hình xi lanh và dài khoảng 12 cm. Con cái thường nhỏ hơn con đực. Mắt nhỏ và giấu sau lông còn tai chỉ là một lằn nhỏ trên da. Lông thường có màu xám sẫm nhưng lông có thể có một dải màu rộng hơn.

## Phân loài
Talpa europaea gồm có 3 phân loài:
1. T. e. cinerea Gmelin, 1788
2. T. e. europaea Linnaeus, 1758
3. T. e. velessiensis Petrov, 1941

## Thói quen ăn uống
Một cách nghĩ thông thường về loài chuột chũi rằng chúng tiêu thụ một lượng thức ăn trong vòng 24 giờ bằng với trọng lượng cơ thể của chúng nhưng đó có yếu tố phóng đại. Thực chất từ các nghiên cứu cho thấy rằng mỗi ngày chúng chỉ tiêu thụ lượng thức ăn bằng 1/2 trọng lương cơ thể. Trong điều kiện nuôi nhốt chúng ăn nhiều loại thực phẩm khác nhau như gan, chuột con, giun và giòi. Tuy nhiên chúng luôn có khuynh hướng ăn giun đất.

## Sinh sản
Từ tháng 6 đến tháng 1, Talpa europaea không có hoạt động giao phối và việc này chỉ diễn ra trong thời gian tương đối ngắn của mùa sinh sản vào xuân. Thời gian kết bạn kéo dài vài tuần trong tháng 3 và tháng 4, sau đó là thời kỳ mang thai từ 4-5 tuần. Hầu hết con non sẽ được sinh ra vào cuối tháng 4 hoặc đầu tháng 5. Mỗi ổ có từ 2–7 con. Sau đó là thời gian cho con bú, con mẹ chăm sóc trong non trong tổ khoảng 4-5 tuần, nhưng chuột con phải rời tổ vào cuối tháng 6.

## Hình ảnh

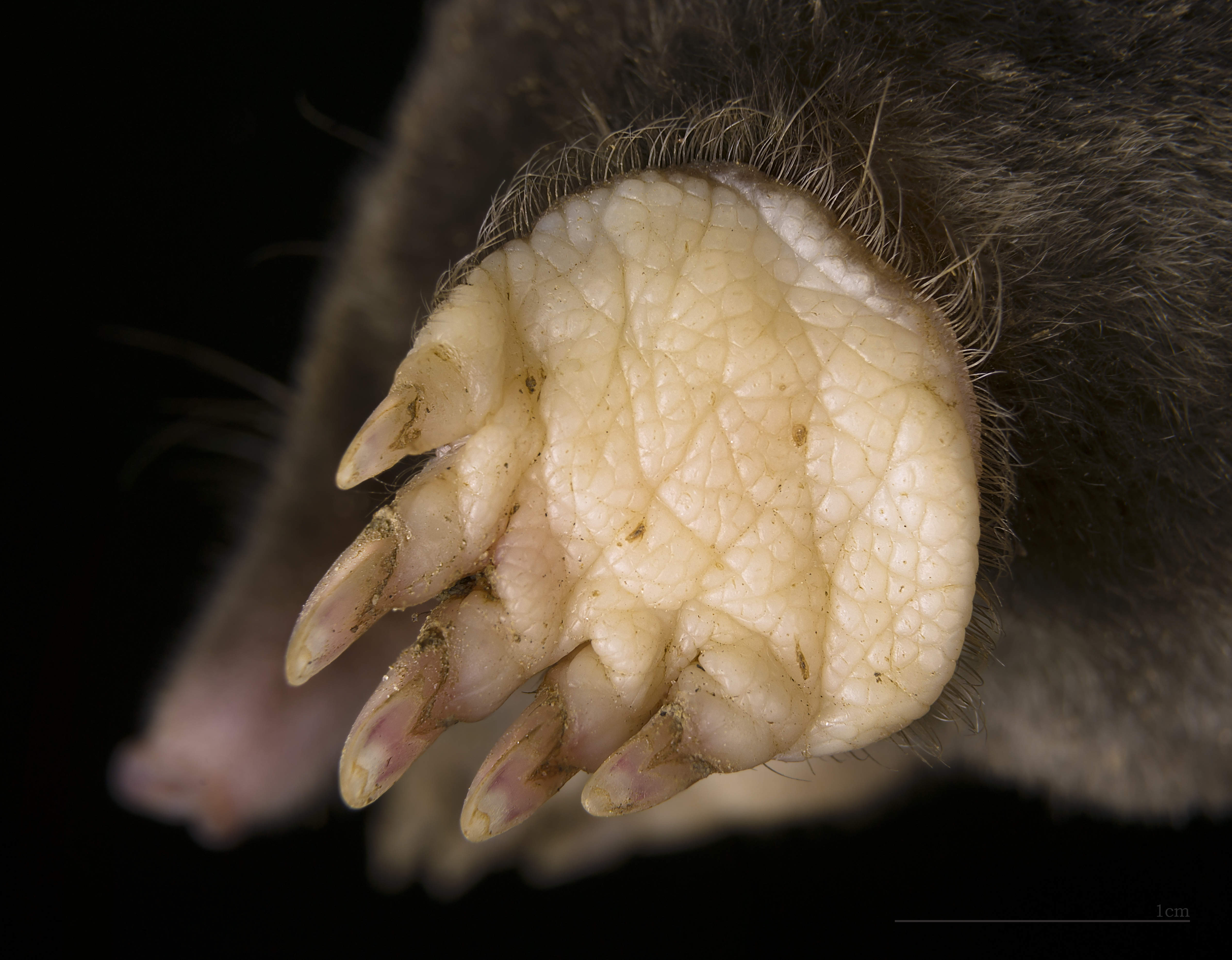
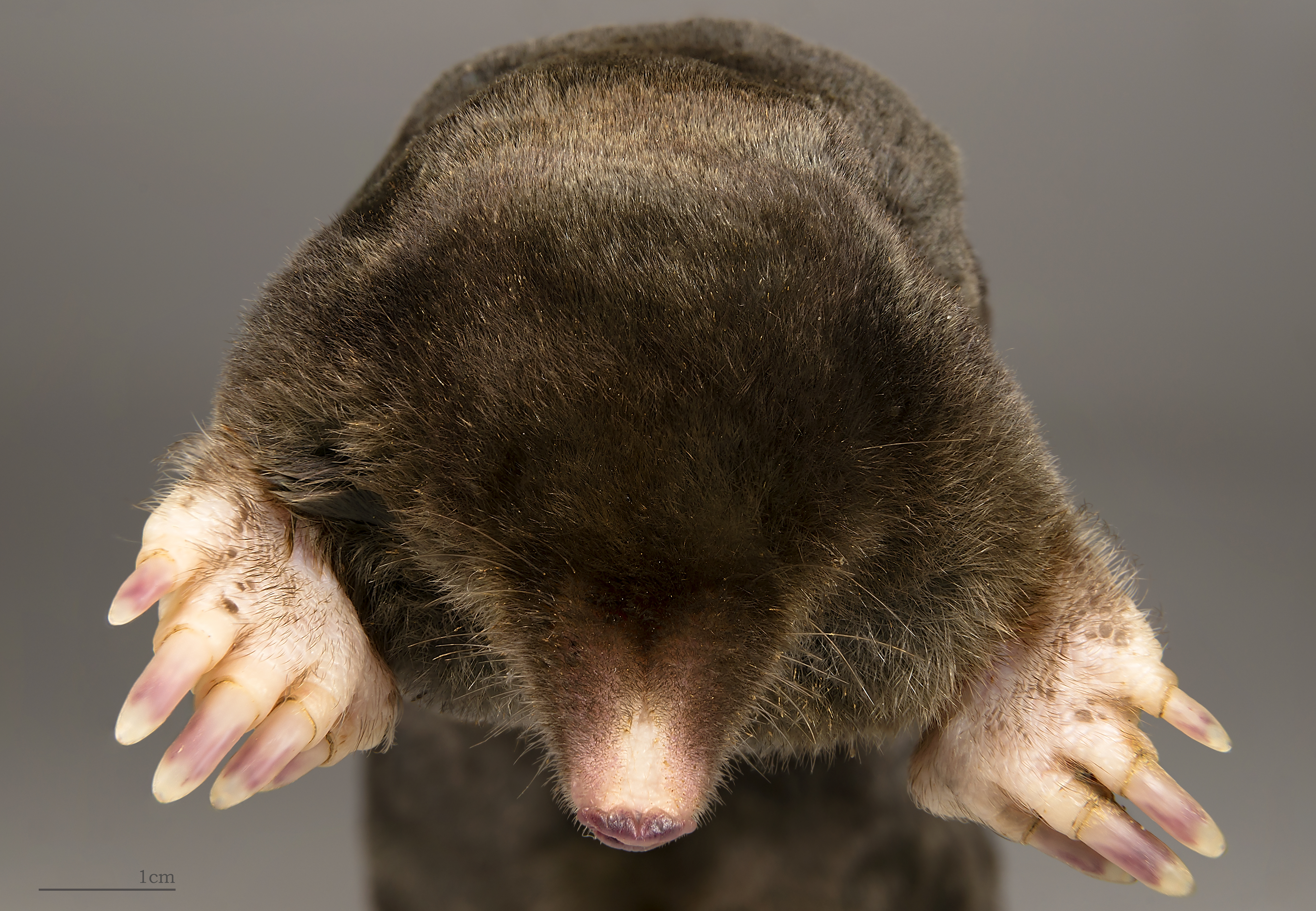
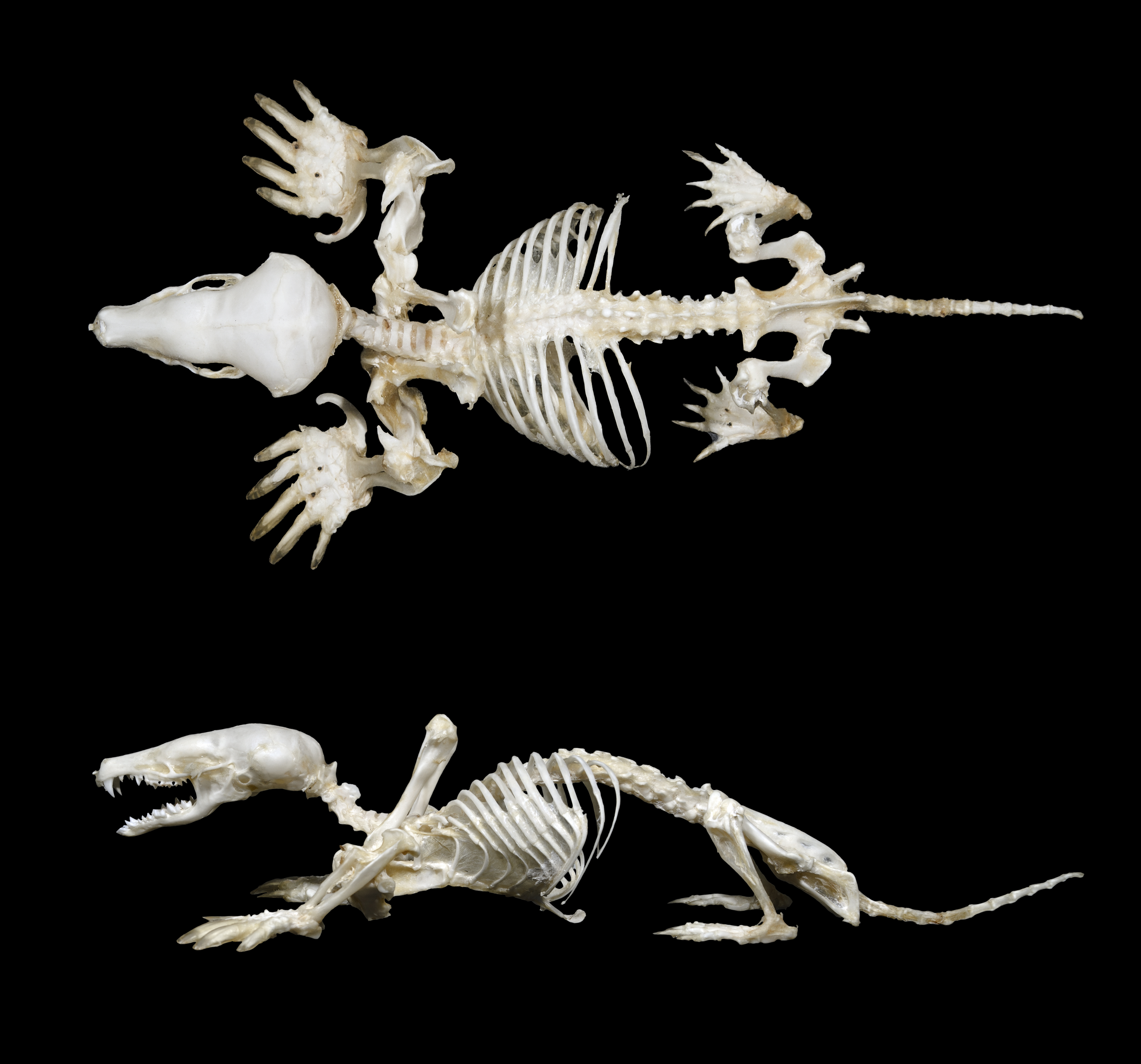
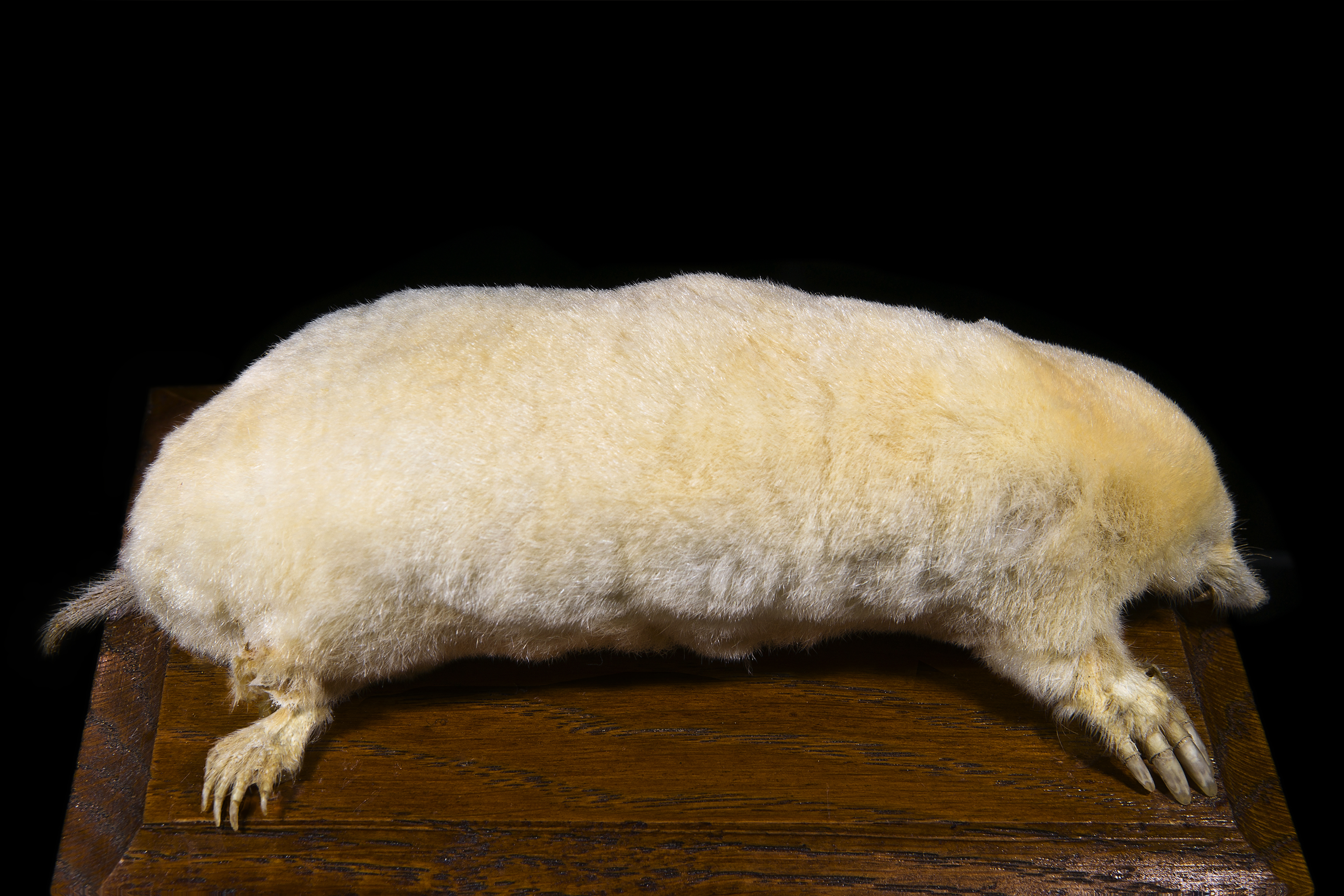